# Hemelkijkers
Hemelkijkers, ook wel spookvissen genoemd, (Opisthoproctidae) zijn een familie van straalvinnige diepzeevissen uit de orde van Zilversmelten (Argentiniformes). 

## Beschrijving
Hemelkijkers hebben cilindervormige ogen, waaraan ze hun Engelse naam barreleyes te danken hebben. De Nederlandse naam 'hemelkijker' komt van het feit dat de ogen naar boven gericht zijn, zodat ze het silhouet van mogelijke prooien kunnen ontdekken.  Volgens Robinson en Reisenbichler kunnen (sommige van) deze vissen hun ogen ook naar voren richten.

## Verspreiding en leefgebied
Hemelkijkers leven in de Atlantische, Indische, en Stille Oceaan. 

## Geslachten
- Bathylychnops Cohen, 1958
- Dolichopteroides Parin, Belyanina & Evseenko, 2009
- Dolichopteryx Brauer, 1901
- Ioichthys Parin, 2004
- Macropinna Chapman, 1939
- Monacoa Whitley, 1943
- Opisthoproctus Vaillant, 1888
- Rhynchohyalus Barnard, 1925
- Winteria Brauer, 1901